# Aeiou (telefonia móvel)
A Aeiou (estilizado em minúsculas como aeiou) foi uma operadora de celular do Brasil que foi autorizada pela Anatel a operar na cidade de São Paulo e em mais 63 municípios do estado. Iniciou suas atividades a partir de 8 de setembro de 2008. A antiga sede da empresa era localizada na Vila Madalena, um bairro paulistano. Em maio de 2009 a sede instalou-se em Brasília.

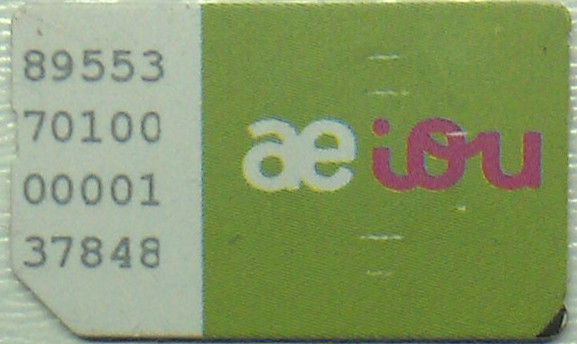
Detalhe do chip

## Filme de lançamento
A operadora lançou um filme publicitário no YouTube, com a participação de diversos personagens de vídeos virais veiculados no próprio YouTube. O vídeo foi produzido pela agência de publicidade Big Man.
Aparecem os seguintes vídeos virais do YouTube:
- Ruth Lemos
- Fala Sônia
- Confissões de um Emo e KAISHA com K Guilherme Zaiden (gzaiden)
- Deznecessários – Traficante viado
- Vai tomar no C, de Cris Nicolotti
- Lasier Martins tomando choque
- Tapa na pantera, interpretado pela atriz Maria Alice Vergueiro
- Cabeção bêbado em Brasília, uma entrevista com o então ator global Sérgio Hondjakoff

## Falência e desligamento
Segundo o jornal Valor Econômico, desde maio de 2011 a Unicel, cujo nome comercial era "aeiou", desapareceu deixando uma dívida de mais de 100 milhões de reais referentes as pagamentos de leilões realizadas pela Anatel dentre os anos de 2005-2007.